# Fábio Magalhães
Pour les articles homonymes, voir Magalhães.
Ne doit pas être confondu avec Fábio Luiz Magalhães.
Fábio Ramos Magalhães, né le 12 mars 1988 à Lisbonne, est un handballeur international portugais

## Biographie

### Formation à Braga
Après s'être essayé au football, Fábio commence le handball en 1999 au Clube Atlético de Braga, sport que fait déjà sa grande sœur Vilma. Il rejoint l'ABC Braga la saison suivante.
Vainqueur d'un premier titre chez les seniors à 18 ans et appelé au même âge en équipe du Portugal, Fábio Magalhães est mis en avant pour sa précocité.
En 2008 et 2009, Magalhães et son équipe remportent la Coupe du Portugal.
À la fin de la saison 2008-2009, Fábio Magalhães rejoint le Sporting Clube de Portugal sans l'accord de l'ABC Braga.

### Confirmation au Sporting (2009-2016)
Fábio Magalhães rejoint le Sporting Clube de Portugal en 2009, impliqué dans un transfert controversé car réalisé sans l'accord de l'ABC Braga.
Dès sa première saison, Magalhães remporte la première coupe d'Europe du handball portugais avec la Coupe Challenge (C4).
Entre 2011 et 2014, le Sporting garde la main mise sur la Coupe du Portugal avec un triplé. La dernière année, il remporte aussi la Supercoupe.
En mars 2015, Magalhães signe un nouveau contrat de deux ans, le liant avec le Sporting jusqu'à la fin de la saison 2016-2017.
En 2016, Fábio Magalhães rompt son contrat d'un commun accord avec le Sporting pour s'engager avec le Madeira Andebol SAD. Après sept saisons au Sporting, il quitte le club à la fin de la saison 2015-2016. Il y remporte trois Coupes portugaises, une Supercoupe et une Coupe Challenge (C4), la première coupe d'Europe du handball portugais.

### Madère avant la France (depuis 2016) puis le retour au Portugal
Pour la saison 2016-2017, Fábio Magalhães rejoint le Madeira Andebol SAD, l’une des quatre meilleures équipes du pays avec Porto, le Sporting et Benfica. En avril 2017, il est meilleur buteur du championnat portugais avec 190 réalisations à son actif, soit une moyenne de 6,6 buts par rencontre. Il termine parmi les meilleurs buteurs du championnat. 
À l'été 2017, Fábio Magalhães connaît sa première expérience à l'étranger et s'engage pour un an avec le Chartres MHB 28 en même temps que son compatriote, ex-coéquipier au Sporting et toujours en sélection Ricardo Candeias. Il compte alors une solide expérience sur la scène européenne avec deux participations à la Ligue des champions et sept en Coupe de l'EHF, de plus il est international à plus de 35 reprises. Il trouve vite ses marques sous ses nouvelles couleurs. L’arrière gauche réalise un mois d’octobre quasi parfait avec 22 buts inscrits, dont 9 buts face Nancy et Cherbourg. De quoi faire de lui le meilleur buteur du CMHB28, alors leader de la Proligue et toujours invaincu.
Le club Chartrain termine deuxième de la phase régulière mais est battu en demi-finale des play-offs et n'est donc pas promu en D1.
La saison suivante, Fábio Magalhães rentre au Portugal au FC Porto où il réalise dès sa première saison le triplé Championnat-Coupe-Supercoupe du Portugal.

### En équipe nationale
Fábio Magalhães est vite sélectionné chez les jeunes, avec des participations à deux championnats du monde et d'Europe.
En 2017, lors de son arrivée à Chartres, Fábio possède plus de 35 sélections en équipe A et plus de cent en comptant les équipes jeunes.
Parfois repositionné au poste d'arrière droit, il participe activement au progrès de l'équipe nationale lusitanienne avec une sixième place à l'Euro 2020, une dixième place au Mondial 2021 et une qualification aux JO de Tokyo.

## Style de jeu: arrière complet
Lors de son arrivée à Chartres, son entraîneur Jérémy Roussel déclare : « Fábio est un joueur très complet. Il a la capacité à tirer de loin ou déborder, et peut évoluer sur les trois postes arrière. Il sait aussi défendre ».

## Palmarès

### En club
Compétitions internationales
- Coupe Challenge (C4) (1)
  - Vainqueur : 2010 avec le Sporting

Compétitions nationales
- Championnat du Portugal (3)
  - Vainqueur : 2006, 2007 avec Braga, 2019 avec Porto
- Coupe du Portugal (6)
  - Vainqueur : 2008, 2009 avec Braga ; 2012, 2013, 2014 avec le Sporting, 2019 avec Porto
- Supercoupe du Portugal (2)
  - Vainqueur : 2014 avec le Sporting, 2019 avec Porto

### En équipe nationale
- 6e place au Championnat d'Europe 2020
- 10e place au Championnat du monde 2021
- 9e place aux Jeux olympiques de 2020